# Liste der Einträge im National Register of Historic Places im Washington County (Illinois)

Lage des Washington County in Illinois

Die Liste der Einträge im National Register of Historic Places im Washington County in Illinois führt alle Bauwerke und historischen Stätten im Washington County auf, die in das National Register of Historic Places aufgenommen wurden.
| [ 2 ] | Name                                 | Bild                                 | Eintragsdatum        | Lage                                                  | Ort       | Beschreibung |
| ----- | ------------------------------------ | ------------------------------------ | -------------------- | ----------------------------------------------------- | --------- | ------------ |
| 1     | Louisville and Nashville Depot       | Louisville and Nashville Depot       | 1985 ID-Nr. 85000496 | 101 East Railroad Street 38° 20′ 55″ N, 89° 22′ 57″ W | Nashville |              |
| 2     | Original Springs Hotel and Bathhouse | Original Springs Hotel and Bathhouse | 1978 ID-Nr. 78001194 | 301 East Walnut Street 38° 26′ 2″ N, 89° 32′ 53″ W    | Okawville |              |
| 3     | Frank Schlosser Complex              | Frank Schlosser Complex              | 1983 ID-Nr. 83000337 | West Walnut Street 38° 26′ 5″ N, 89° 33′ 6″ W         | Okawville |              |